# The Savoy Sultans
The Savoy Sultans was een Amerikaanse swingband uit New York, die actief was van 1937 tot 1946.

## Bezetting

### Al Cooper And His Savoy Sultans
- Al Cooper
- Alex Mitchell
- Cyril Haynes
- Ed McNeil
- George Kelly
- Grachan Moncur
- Irving Brown
- Jack Chapman
- Lonnie Simmons
- Oliver Richardson
- Pat Jenkins
- Rudy Williams
- Sam Massenberg

### Panama Francis And The Savoy Sultans
- Bill Pemberton
- Dean Pratt
- Francis Williams
- George Kelly
- Harry Allen
- Howard Johnson
- Irv Stokes
- John Miller
- John Smith
- Joseph Cavaseno
- Kenny Rampton
- Norris Turney
- Panama Francis
- Red Richards
- Slee
- Wally Richardson
- Zaid Nasser
- Zeke Mullins

## Geschiedenis
De populaire en succesvolle dansband werd opgericht door de altsaxofonist Al Cooper. De band trad tot 1941 op in de Savoy Ballroom, samen met het Chick Webb orkest. Beiden samen werden wegens hun populariteit in de Battle of the Bands gevreesd door andere bands. Bij de swingbands telde het orkest als een van de toonaangevende dansorkesten. Leden in deze tijd waren onder andere Pat Jenkins (trompet), Rudy Williams, George Kelly (saxofoon) en Grachan Moncur II (contrabas). Zangeressen waren Betty Roche (1941/42), Helen Procter en Evelyn White. Hun muziek bestond uit eenvoudige head-arrangementen en korte solo's en was bij dansers erg populair. Tussen 1938 en 1941 ontstonden opnamen bij Decca Records in zeven opnamesessies. In 1974 kwam het tot een hereniging van The Savoy Sultans dankzij de swingdrummer Panama Francis.